# 大阪市立豊里南小学校
大阪市立豊里南小学校（おおさかしりつ とよさとみなみしょうがっこう）は、大阪府大阪市東淀川区にある公立小学校。
1985年に大阪市立豊里小学校から分離開校した。算数の基礎学力定着のための取り組みや、縦割り集団での班活動の取り組みにも力を入れている。

## 沿革
- 1984年9月3日 - 現在地に大阪市立豊里小学校の分校を開設。
- 1985年4月1日 - 大阪市立豊里南小学校として独立開校。

## 通学区域
- 大阪市東淀川区 豊里3丁目の全域。
- 大阪市東淀川区 豊里2丁目・4丁目・5丁目のそれぞれ一部。
- 卒業生は大阪市立東淀中学校、大阪市立新東淀中学校へ進学する。

## 交通
- 地下鉄今里筋線 だいどう豊里駅 南西へ約400m。
  - 阪急京都本線 上新庄駅 北西へ約1600m。